# Marcomannenoorlog

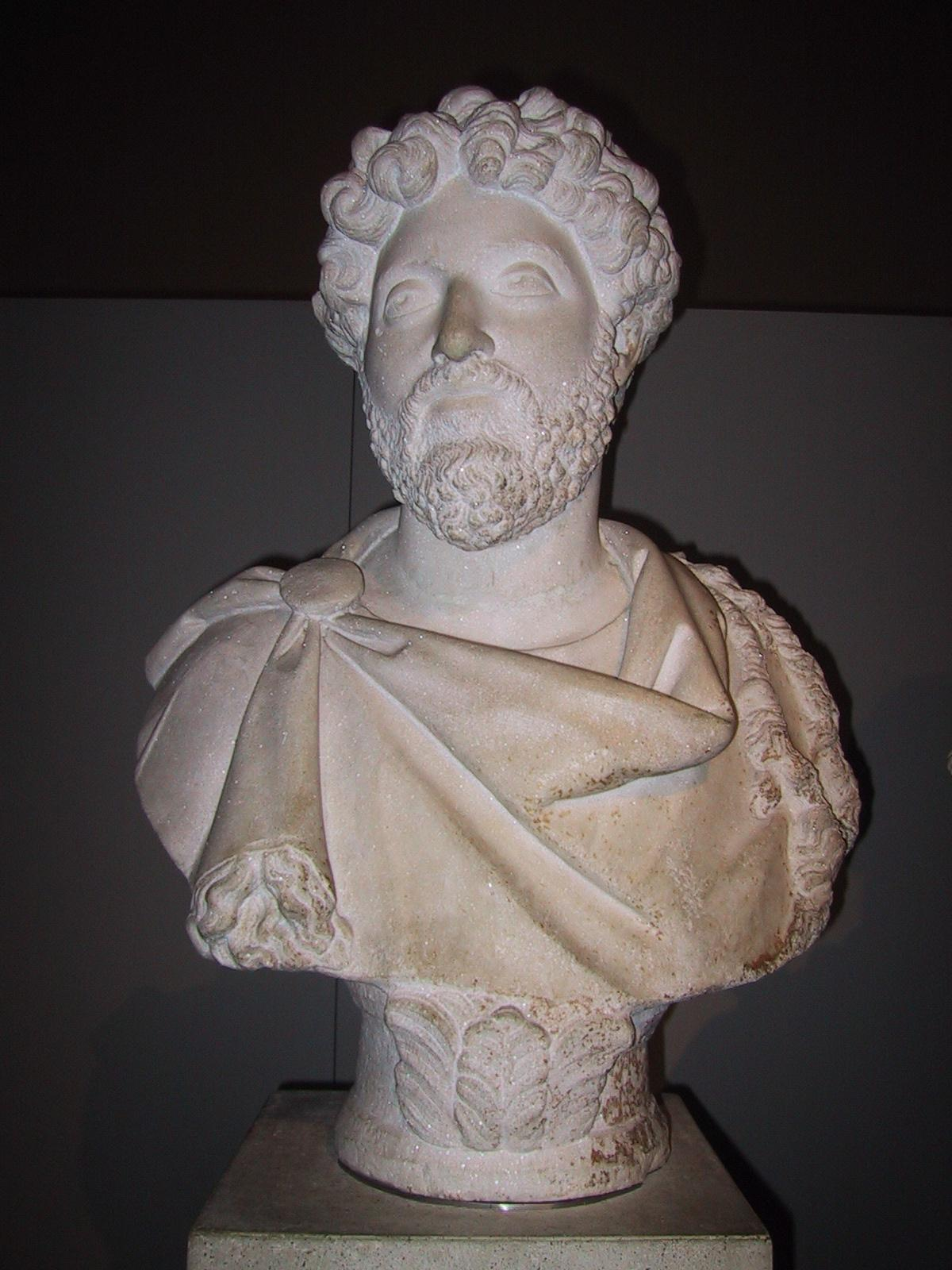
Marcus Aurelius

De Marcomannenoorlog werd gevochten tussen ruwweg 166 en 180. Elkaars grote tegenstanders hier waren de koning van de Marcomannen Ballorman en de Romeinse keizer Marcus Aurelius. In de Historia Augusta wordt uitvoerig aandacht geschonken aan Marcus Aurelius en de oorlog tegen de Marcomannen. Volgens deze bron was deze oorlog de grootste die ooit gevochten was in de geschiedenis.

## Romeinse verdedigingsstrategie
Het verdedigingssysteem van de Romeinen van hun grenzen was gebaseerd op twee strategieën. Ten eerste was er een Romeins leger paraat van enkele honderdduizenden soldaten die de noordgrens flexibel konden bewaken: waar de dreiging vandaan kwam werd de bestemming van (een deel van) deze troepen. De tweede strategie was het opzetten van vazalstaten. Vooral Germaanse stammen juist buiten de grenzen van Rome dienden in het noorden als verdedigers van het Romeinse rijk. In ruil voor hun militaire steun kregen zij financiële steun vanuit Rome. In de tweede eeuw na Christus bleek die tactiek niet meer goed te werken, toen de vazalstaten langs de Rijn en de Donau zich tegen Rome keerden. De Marcomannenoorlog was onderdeel van deze opstand.

## Voorgeschiedenis

Leefgebieden van de Germaanse stammen rond 50 n.Chr.

De eerste tekenen van dit conflict openbaarden zich onder het bewind van de keizer Antoninus Pius (138-161) toen de eerste Germaanse stammen aan de Donaulimes aandrongen om toelating tot het Romeinse Rijk. De keizer weigerde dit verzoek en probeerde de situatie op vreedzame wijze onder controle te krijgen. Bij de Quaden wist hij een Rome vriendelijk gezinde koning benoemd te krijgen. Dit wordt door muntslagen met daarop het opschrift rex Quadis datus" (aan de Quaden werd een koning gegeven") bevestigd.
Aangezien de onrust bij het begin van de regeerperiode van keizer Marcus Aurelius nog steeds niet was geweken, zag de nieuwe keizer zich gedwongen om militair op te treden. Hij moest echter eerst het einde van de Parthische Oorlog en de terugkeer van de Romeinse troepen uit het Oosten afwachten. Tot die tijd onderhandelde de gouverneur van de Donauprovincies met de grensvolkeren om hen zo rustig mogelijk te houden. In het najaar van 165 of het begin van 166, na hun terugkeer uit de Parthische Oorlog, werden twee nieuwe legioenen opgericht, Legio II Italica en Legio III Italica.

## Eerste Marcomannenoorlog
Tegen het einde van 166 of het begin van het volgende jaar brak de oorlog uit toen een grote groep van zo’n 6.000 Langobarden en Ubiërs Pannonië binnen viel. Zij werden echter snel teruggeslagen door de Auxilia (hulptroepen), bestaande uit een eenheid cavalerie onder het commando van Marcus Macrinius Avitus Catonius Vindex en een afdeling infanterie onder het bevel van Candidus. In West-Dacia werden de goudmijnen intussen aangevallen door Vandalen en Sarmaten.
Marcus Iallius Bassus, de gouverneur van Pannonia Superior, voerde in 167 vredesbesprekingen met vertegenwoordigers van elf stammen. Ballomar, de koning van de Marcomannen, bemiddelde tussen de onderhandelende partijen. De het Romeinse rijk binnenvallende volkeren trokken zich nu terug en verplichtten zich ertoe de vrede te handhaven. De Marcomannen moesten hiervoor garant staan. Een permanente oplossing werd echter niet bereikt, de onrustige situatie aan de grens bleef bestaan.
Pas na de terugkeer van de troepen uit het Oosten kon het geplande offensief plaatsvinden. Bij het begin van de campagne hield keizer Marcus Aurelius op 6 januari van het jaar 168 in Rome een toespraak voor de pretoriaanse garde. In de lente van dat jaar betrok hij samen met zijn mede-keizer Lucius Verus een hoofdkwartier in Aquileia in Noord-Italië. De eerste maatregelen waren het opzetten van een militair bestuur met omvangrijke defensiesteunpunten in het noorden van Italia en in de Donau-provincies ("praetentura Italiae et Alpium") en het lichten van nieuwe legioenen. Een van deze legioenen, Legio III Italica, werd in Rhaetia in het kamp Castra Regina gestationeerd, de versterking van waaruit het tegenwoordige Regensburg is ontstaan.
Een pandemie, de zogenaamde pest van Antoninus, die het leger uit het Oosten mee naar het westen had genomen, breidde zich intussen snel uit. De Romeinse legermacht werd geducht uitgedund. De geplande offensieven moesten daarom worden uitgesteld. In het voorjaar van 169 besloot de keizer op advies van zijn lijfarts Galenus naar Rome terug te keren; Lucius Verus stierf op deze reis. In de herfst van datzelfde jaar vertrok Marcus Aurelius opnieuw naar het front. Hij werd nu onder meer vergezeld door Tiberius Claudius Pompeianus, de schoonzoon van de keizer, die tijdens de komende oorlog zijn naaste adviseur zou worden.
In het jaar 170 mislukte een eerste offensief van het Romeinse leger op Germaanse grondgebied volkomen. De Romeinen leden een zware nederlaag in de slag bij Carnuntum, 20.000 Romeinen vielen in de strijd. Hierna hadden Germaanse stammen tijdelijk vrij spel. Zij vielen de Donauprovincies en  Noord-Italië binnen. Aquileia werd belegerd en het naburige Opitergium werd volledig verwoest. De Costoboci slaagden er zelfs in door Moesia Inferior, Thracië en Macedonië tot in Eleusis in de provincie Achaea door te dringen. Om deze Costoboci af te weren kreeg Vehilius Gratus Julianus het commando over een troepencontingent (vexillatio per Achaiam et Macedoniam). Als onderdeel van de defensieve maatregelen werden de steden in de getroffen provincies van vestingen voorzien. Valerius Maximianus kreeg het bevel over de Donauvloot met als opdracht de Pannonische troepen veilig te stellen.
Gedurende het jaar 171 werden de invallers uit de Romeinse provincies verdreven. Hierbij onderscheidde de toekomstige keizer Pertinax zich. Tegen het einde van het jaar 171 vonden er in Carnuntum uitgebreide diplomatieke onderhandelingen plaats ter voorbereiding van de campagne. De Quaden verbonden zich tot neutraliteit. De Romeinen probeerden Germaanse stammen tot oorlog tegen de Marcomannen aan te zetten. Zo onderhandelde Cornelius Clemens, de Romeinse gouverneur in Dacië met de Vandaalse stammen van de Asdingen en Lakringen, die uiteindelijk als Romeinse bondgenoten tegen de Costoboci ten strijde trokken. De Cotinii, een volk met een sterk Keltische inslag, verklaarden zich verder bereid onder leiding van Tarutienus Paternus, de keizerlijke secretaris voor de correspondentie in het Latijn, tegen de Marcomannen te vechten. Korte tijd later liepen zij echter weer over.
In het jaar 172 ging het Romeinse leger aan de andere kant van de limes opnieuw in de tegenaanval. Als eerste trok men op tegen de Marcomannen. Dit werd gevolgd door campagnes tegen de Quaden, die vanuit Romeins perspectief zich niet aan het vredesverdrag hadden gehouden en de Marcomannen hulp hadden geboden. Als laatste trok men op tegen de Narisci en de Jazygen. Twee bijzondere gebeurtenissen tijdens deze campagne waren het zogenaamde "regenwonder in het land van de Quaden" en het "bliksemwonder", waar - als men de Romeinse propaganda mag geloven - de goden, daartoe aangezet door de gebeden van de keizer, Romeinse troepen uit een gevaarlijke situatie hadden gered. De Christenen dankten dit wonder aan de gebeden van hun geloofsgenoten die in het leger dienden (zie legenden rondom Legio XII Fulminata en de heilige Donatus).
In 174 werd de de Romeinen gunstig gezinde koning Furtius door de Quaden afgezet en vervangen door zijn concurrent Ariogaesus. Marcus Aurelius weigerde de diplomatieke erkenning van deze koning en zette een prijs op zijn hoofd. Een verlenging van het vredesverdrag werd door de Romeinen verworpen ondanks het aanbod van de Quaden om 50.000 Romeinse gevangenen vrij te laten. Ariogaesus werd gevangengenomen en naar Alexandrië verbannen.
De eerste Marcomannenoorlog eindigde in 175 na een campagne tegen de Jazygen met een wapenstilstand. De Jazygen gaven 100.000 Romeinse gevangenen op en stemden er in toe een contingent van 8.000 ruiters te leveren, waarvan er 5.500 in Britannia gingen dienen.
Na de opstand van Avidius Cassius trok de keizer in 176 met het grootste deel van zijn troepen naar de oostelijke provincies. Aan deze veldtocht nam ook een troepencontingent van Marcomannen, Quaden en Nariscii onder leiding van de procurator Valerius Maximianus deel. Na de terugkeer uit het Oosten van de troepen vierden Marcus Aurelius en zijn zoon Commodus op 23 december van het jaar 176 in Rome een gezamenlijke triomftocht ("de Germanis", "de Sarmatis").

## Tweede Marcomannenoorlog
Na een korte rustpauze laaiden de gevechten aan de Donau in het jaar 177 opnieuw op. Op 3 augustus van het jaar 178 startten Marcus Aurelius en Commodus de tweede Marcomannenoorlog ("Expeditio Germanica Secunda"). De pretoriaanse prefect Tarutienus Paternus voerde het opperbevel in het veld.
Een bijzondere gebeurtenis was een slag tegen de Quaden in de huidige Slowakije, die een hele dag duurde. Op het gebied van Marcomannen en Quaden werden semipermanente militaire kampen met een capaciteit voor een totaal van 40.000 soldaten aangelegd. In de winter van 179 op 180 overwinterde Valerius Maximianus met troepencontingenten van de Legio II Adiutrix bij Laugaricio (Trenčín in Slowakije). Op 17 maart van het jaar 180 stierf keizer Marcus Aurelius, waarschijnlijk in Vindobona. Tegen het advies van de legerleiding sloot zijn zoon Commodus een vredesverdrag met de Germaanse stammen en keerde naar Rome terug, waar hij op de 22e oktober van datzelfde jaar een triomftocht vierde.

## Derde Marcomannenoorlog
Door een inscriptie (CIL III 5937) onderbouwd is een campagne tegen de Germaanse stam van de Buren  ("expeditio Burica")'. Over het verloop van deze expeditie is weinig bekend. Het zwaartepunt van de gevechten moet op Dacisch gebied zijn geweest. De gevechten werden in 182 beëindigd. In dat jaar tooide keizer Commodus zich met het predicaat "Germanicus Maximus".

## Verloop van de strijd
Nadat de Marcomanni Noord-Italië binnengetrokken waren, werd de stad Rome voor het eerst sinds enkele eeuwen van zeer nabij bedreigd. De strijd van Marcus Aurelius werd bemoeilijkt door het optreden van de pest waardoor onder de soldaten duizenden slachtoffers vielen. Daarbij had Marcus Aurelius tevens te maken met de Quaden en andere stammen zoals de Vandalen, de Sarmaten en de Sueven die zich bij de Marcomannen hadden aangesloten. Marcus Aurelius wist de Germanen echter terug te dringen en besloot de verschillende stammen apart aan te vallen om het geallieerde front te splijten. De strijd was fel en de Romeinen liepen rake klappen op, maar de Marcomannen wisten hun successen niet te verzilveren. In 171 leden de Marcomannen zelfs een forse nederlaag, en in de komende jaren slaagde Marcus Aurelius erin definitief af te rekenen met de Quaden (174). Een vervolgoffensief werd in 176 in de wielen gereden door de rebellie van Avidius Cassius in het Oosten. Na het onderdrukken van deze opstand richtte Marcus Aurelius zijn aandacht weer op de Donaugrens.

## Onbeslist einde
Marcus Aurelius kon zijn campagne niet voortzetten. In 180 overleed hij, waardoor de Marcomannenoorlog in feite onbeslist eindigde. Zijn zoon Commodus, die hem als keizer opvolgde, wilde de oorlog niet voortzetten. Hij beëindigde de campagne tegen de Germanen door het leger terug te trekken en zelf naar Rome te gaan.